# Чемпіонат світу з легкої атлетики 2017 — біг на 3000 метрів з перешкодами (чоловіки)

Фінальний забіг

Змагання з бігу на 3000 метрів з перешкодами серед чоловіків на Чемпіонаті світу з легкої атлетики 2017 у Лондоні проходили 6 і 8 серпня на Олімпійському стадіоні.

## Рекорди
На початок змагань основні рекордні результати були такими:
| WR | Саїф Саїд Шахін Катар | 7.53,63 | Брюссель Бельгія | 3 вересня 2004 |
| CR | Єзекіїль Кембої Кенія | 8.00,43 | Берлін Німеччина | 18 серпня 2009 |
| WL | Еван Джагер США       | 8.01,29 | Фонв'єй Монако   | 21 липня 2017  |

## Розклад
| Дата          | Час початку | Стадія |
| ------------- | ----------- | ------ |
| 6 серпня 2017 | 10:05       | Забіги |
| 8 серпня 2017 | 21:10       | Фінал  |

Вказаний місцевий час (UTC+0)

## Результати

### Забіги
Умови кваліфікації до наступного раунду: перші троє з кожного забігу (Q) та шестеро найшвидших за часом з тих, які посіли у забігах місця, починаючи з четвертого (q).
Забіг 1
| Місце | Атлет                   | Країна          | Час     | Примітки |
| ----- | ----------------------- | --------------- | ------- | -------- |
| 1     | Суф'ян ель Баккалі      | Марокко         | 8.22,60 | Q        |
| 2     | Маєдін Мекіссі-Бенаббад | Франція         | 8.22,83 | Q        |
| 3     | Гетнет Вале             | Ефіопія         | 8.23,00 | Q        |
| 4     | Білал Табті             | Алжир           | 8.23,28 | q        |
| 5     | Джайрус Кіпчоге Біреч   | Кенія           | 8.23,84 | q        |
| 6     | Джейкоб Араптані        | Уганда          | 8.25,86 | q        |
| 7     | Ала Зогламі             | Італія          | 8.26,18 | PB       |
| 8     | Оле Хессельбьєрг        | Данія           | 8.27,86 | PB       |
| 9     | Кристіан Залєвський     | Польща          | 8.28,41 |          |
| 10    | Зак Седдон              | Велика Британія | 8.32,84 |          |
| 11    | Хоссейн Кейхані         | Іран            | 8.33,76 | NR       |
| 12    | Хосе Пенья              | Венесуела       | 8.37,15 |          |
| 13    | Себастьян Мартос        | Іспанія         | 8.51,57 |          |
| 14    | Тарік Лангат Акдаг      | Туреччина       | 8.53,42 |          |
|       | Еміль Бломберг          | Швеція          | DNF     |          |

Забіг 2
| Місце | Атлет                  | Країна          | Час     | Примітки |
| ----- | ---------------------- | --------------- | ------- | -------- |
| 1     | Еван Джагер            | США             | 8.20,36 | Q        |
| 2     | Тафесе Себока          | Ефіопія         | 8.20,48 | Q        |
| 3     | Йоанн Коваль           | Франція         | 8.20,60 | Q        |
| 4     | Єзекіїль Кембої        | Кенія           | 8.20,61 | q, SB    |
| 5     | Альберт Чемутай        | Уганда          | 8.23,18 | q, PB    |
| 6     | Хішем Бушиша           | Алжир           | 8.30,01 |          |
| 7     | Мохамед Ісмаїл Ібрагім | Джибуті         | 8.33,77 |          |
| 8     | Абдулла Бамусса        | Італія          | 8.34,86 |          |
| 9     | Йемане Хайлеселассіе   | Еритрея         | 8.35,73 |          |
| 10    | Фернандо Карро         | Іспанія         | 8.38,42 |          |
| 11    | Хішам Сігуені          | Марокко         | 8.44,74 |          |
| 12    | Мітко Ценов            | Болгарія        | 8.45,21 |          |
| 13    | Хіронорі Цуетакі       | Японія          | 8.45,81 |          |
| 14    | Рауф Бубакер           | Туніс           | 8.46,25 |          |
| 15    | Юен Томас              | Велика Британія | 8.52,96 |          |

Забіг 3
| Місце | Атлет                  | Країна          | Час     | Примітки |
| ----- | ---------------------- | --------------- | ------- | -------- |
| 1     | Консеслус Кіпруто      | Кенія           | 8.23,80 | Q        |
| 2     | Стенлі Кіпкоеч Кебеней | США             | 8.24,19 | Q        |
| 3     | Метью Г'юз             | Канада          | 8.24,79 | Q, SB    |
| 4     | Тесфайє Деріба         | Ефіопія         | 8.25,33 | q        |
| 5     | Гілларі Бор            | США             | 8.27,53 |          |
| 6     | Альтобелі да Сільва    | Бразилія        | 8.31,82 |          |
| 7     | Брімін Купруто         | Кенія           | 8.33,33 |          |
| 8     | Якоб Інгебрігтсен      | Норвегія        | 8.34,88 |          |
| 9     | Наполеон Соломон       | Швеція          | 8.35,95 |          |
| 10    | Йоханнес К'яппінеллі   | Італія          | 8.36,48 |          |
| 11    | Хонатан Ромео          | Іспанія         | 8.38,05 |          |
| 12    | Мохамед Тіндуфт        | Марокко         | 8.40,99 |          |
| 13    | Боніфас Сіково         | Уганда          | 8.43,86 |          |
| 14    | Стюарт Максвейн        | Австралія       | 8.47,53 |          |
| 15    | Роб Маллетт            | Велика Британія | 8.47,99 |          |

### Фінал
| Місце | Атлет                   | Країна  | Час     | Примітки  |
| ----- | ----------------------- | ------- | ------- | --------- |
| 1     | Консеслус Кіпруто       | Кенія   | 8.14,12 |           |
| 2     | Суф'ян ель Баккалі      | Марокко | 8.14,49 |           |
| 3     | Еван Джагер             | США     | 8.15,53 |           |
| 4     | Маєдін Мекіссі-Бенаббад | Франція | 8.15,80 |           |
| 5     | Стенлі Кіпкоеч Кебеней  | США     | 8.21,09 |           |
| 6     | Метью Г'юз              | Канада  | 8.21,84 | SB        |
| 7     | Тесфайє Деріба          | Ефіопія | 8.22,12 |           |
| 8     | Тафесе Себока           | Ефіопія | 8.23,02 |           |
| 9     | Гетнет Вале             | Ефіопія | 8.25,28 |           |
| 10    | Альберт Чемутай         | Уганда  | 8.25,94 |           |
| 11    | Єзекіїль Кембої         | Кенія   | 8.29,38 |           |
| 12    | Джайрус Кіпчоге Біреч   | Кенія   | 8.32,90 |           |
| 13    | Йоанн Коваль            | Франція | 8.34,53 |           |
| 14    | Джейкоб Араптані        | Уганда  | 8.49,18 |           |
| 15    | Білал Табті             | Алжир   | DQ      | R163.3(b) |